# Mattias Andersson
Mattias Andersson (Malmö, Švedska, 29. ožujka 1978.), nekadašnji švedski rukometni vratar i nacionalni reprezentativac, a danas trener rukometnih vratara. Do 2018. godine branio je za njemački Flensburg. U klupskoj karijeri nastupao je i za rukometne velikane kao što su Barcelona, Kiel i Großwallstadt, a od 2011. bio je član SG Flensburg-Handewitta.
Andersson je za Švedsku debitirao 1998. godine u utakmici protiv Egipta. S reprezentacijom je najveće uspjehe ostvario 2000. godine kada je postao europski prvak na EP-u u Hrvatskoj te sudjelovanja u olimpijskim finalima protiv Rusije na OI u Sydneyju te Francuske na OI u Londonu.

## Vanjske poveznice
- Profil vratara na web stranicama EHF Lige prvaka